# Джими Поп
Джими Поп, или още Джими Поп Али (на английски: Jimmy Pop Ali), е сценичен псевдоним, под който се подвизава вокалистът и основател на американската фънк метъл група Bloodhound Gang Джеймс Мойен Франкс (James Moyen Franks).
Роден е в американското градче Трап, Пенсилвания на 27 август 1972 г. Има германско, индианско и еврейско потекло. Израства в друго градче в Пенсилвания – Кинг ъф Прусия, където се среща с останалите членове на групата. Джими Поп пише всички текстове на песните на Bloodhound Gang, които са известни със саркастичния си хумор, агресивност и честа сексуална насоченост.
Освен като вокалист и фронтмен Джими се изявява и в сферата на журналистиката, пишейки статии за американското списание „POPsmear“. Притежава собствена звукозаписна компания, наречена Jimmy Franks Recording Company, която освен работата с Bloodhound Gang осъществява записи още на групи като Dicamillo Sisters (проект на Джими и водещият на развлекателното предаване по MTV „Viva La Bam“ Бам Маргера), Helltrain (пънк), Isabelle's Gift (пънк метъл) и HIM (готик).